# Bullowanthura furcillata
Bullowanthura furcillata är en kräftdjursart som beskrevs av Negoescu 1994. Bullowanthura furcillata ingår i släktet Bullowanthura och familjen Leptanthuridae. Inga underarter finns listade i Catalogue of Life.